# 波尔托马林
波尔托马林，是西班牙加利西亚自治区卢戈省的一个市镇。 总面积115平方公里，总人口2008人（2001年），人口密度17人/平方公里。

波尔托马林 - Portomarín
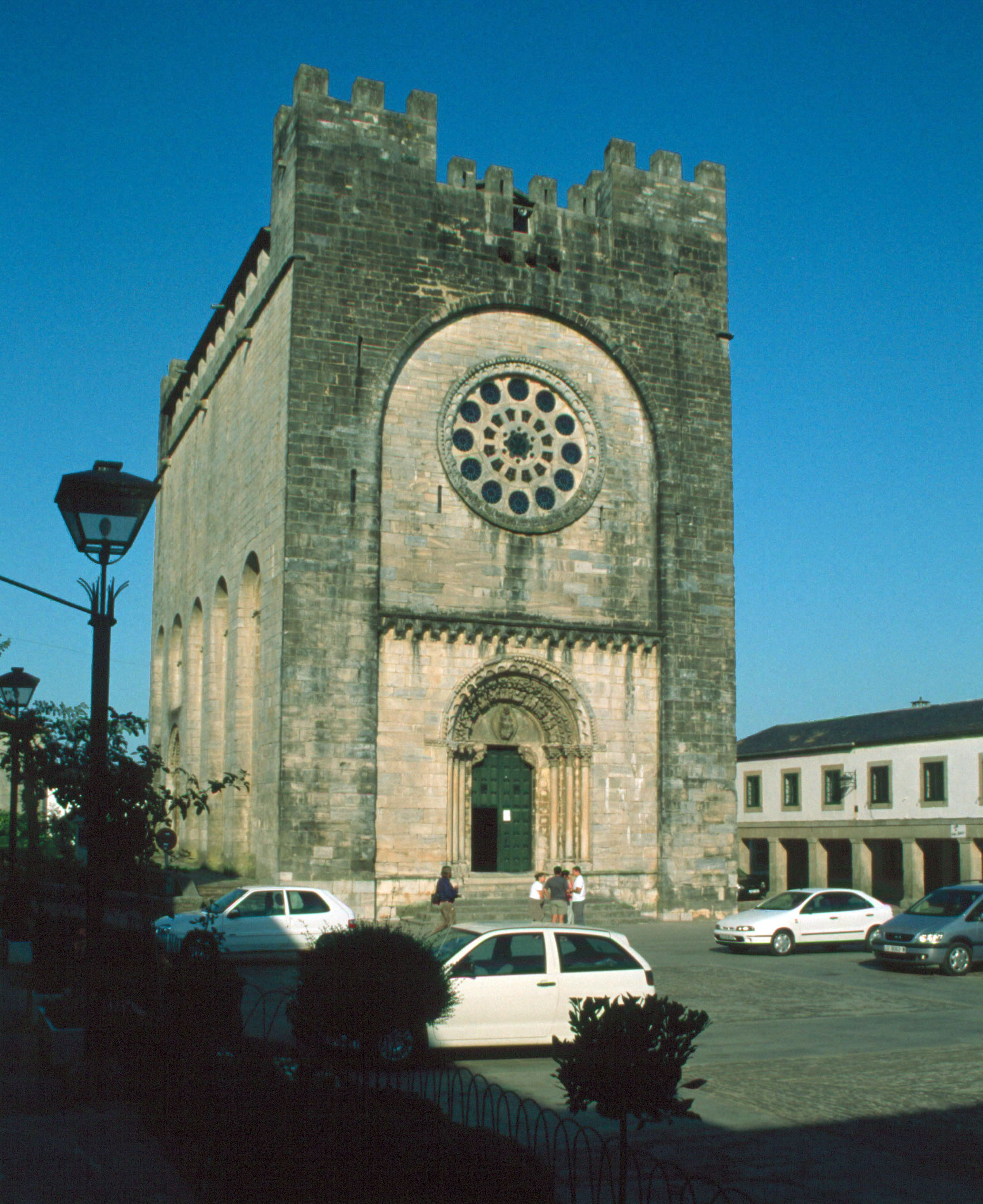
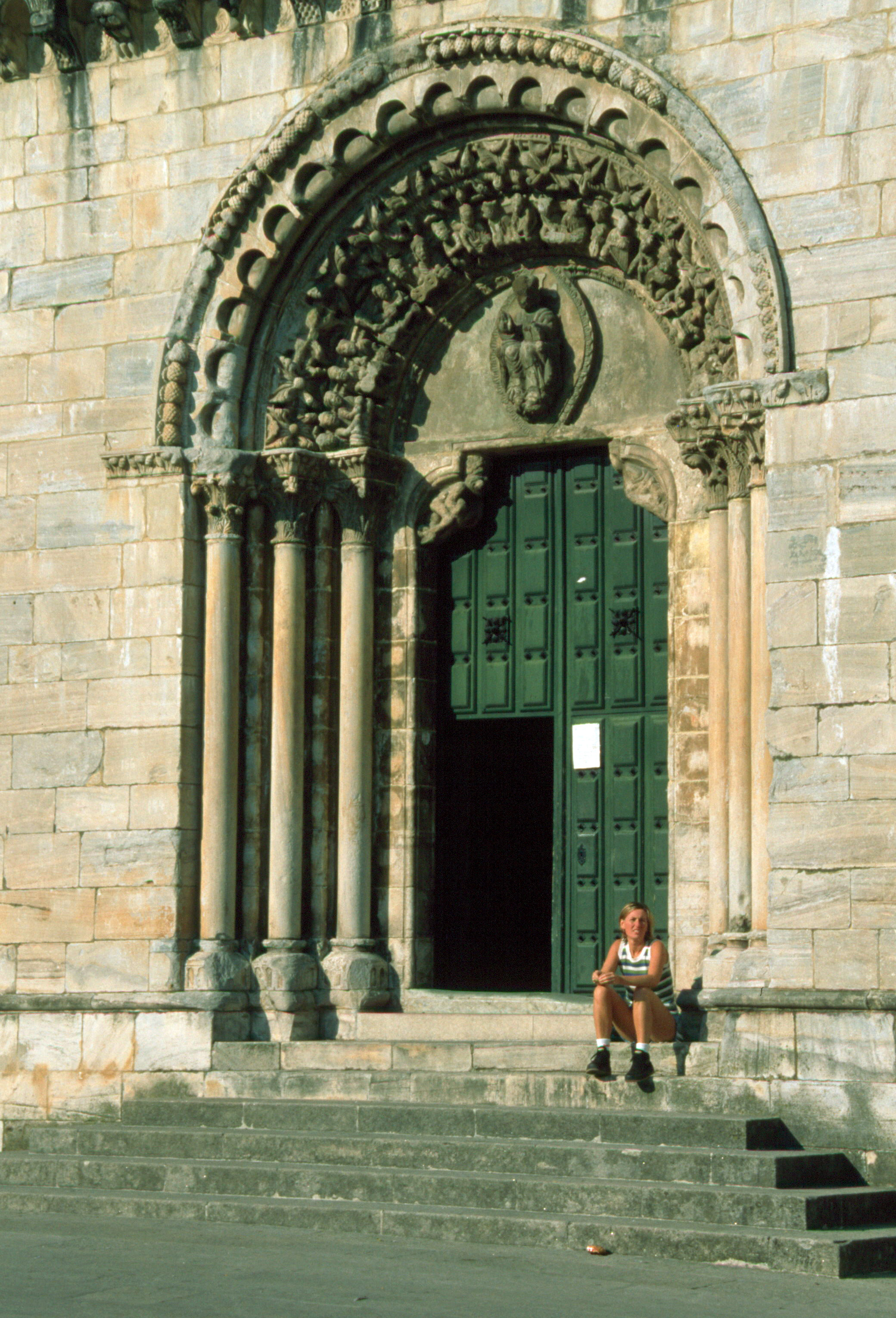
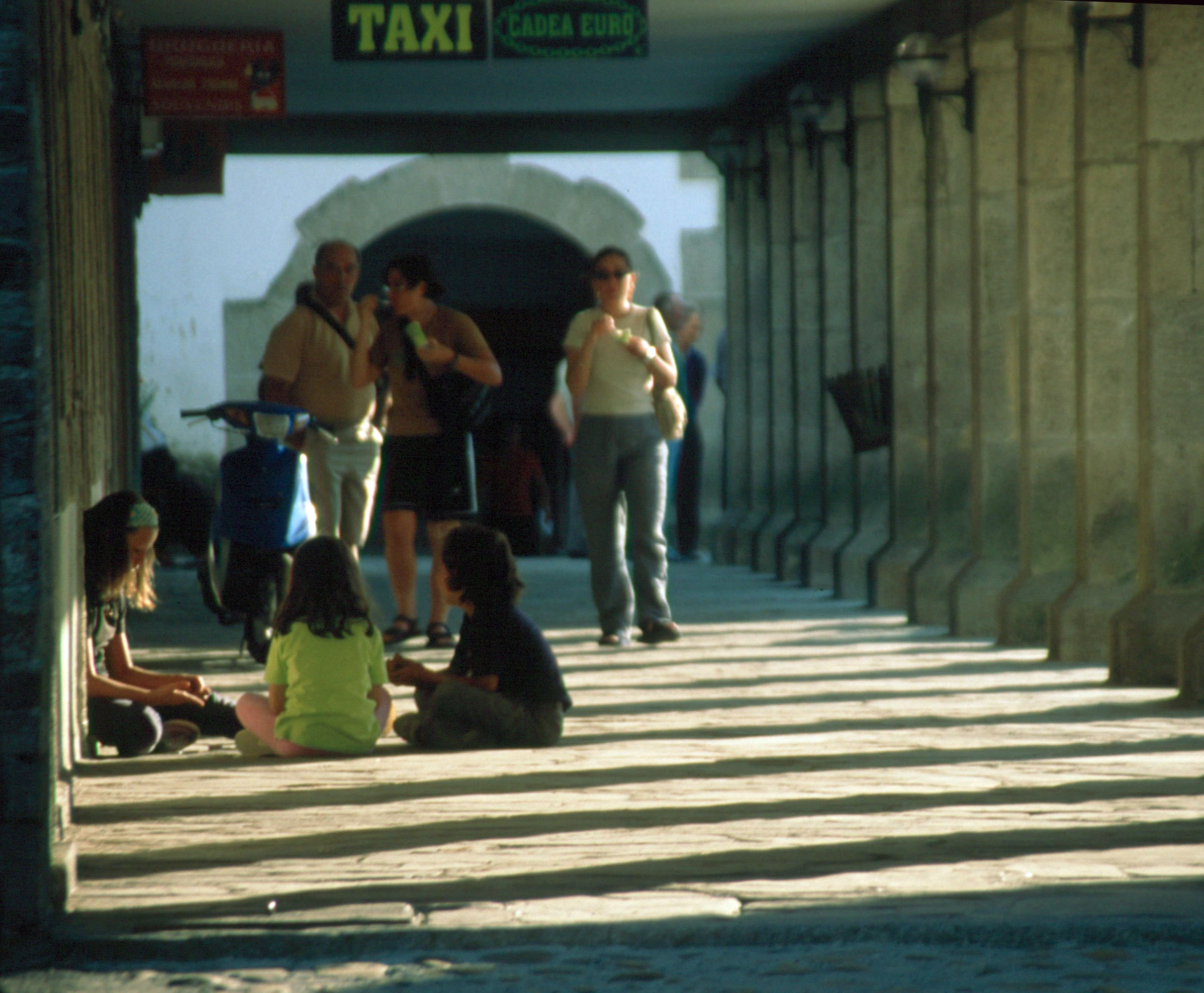
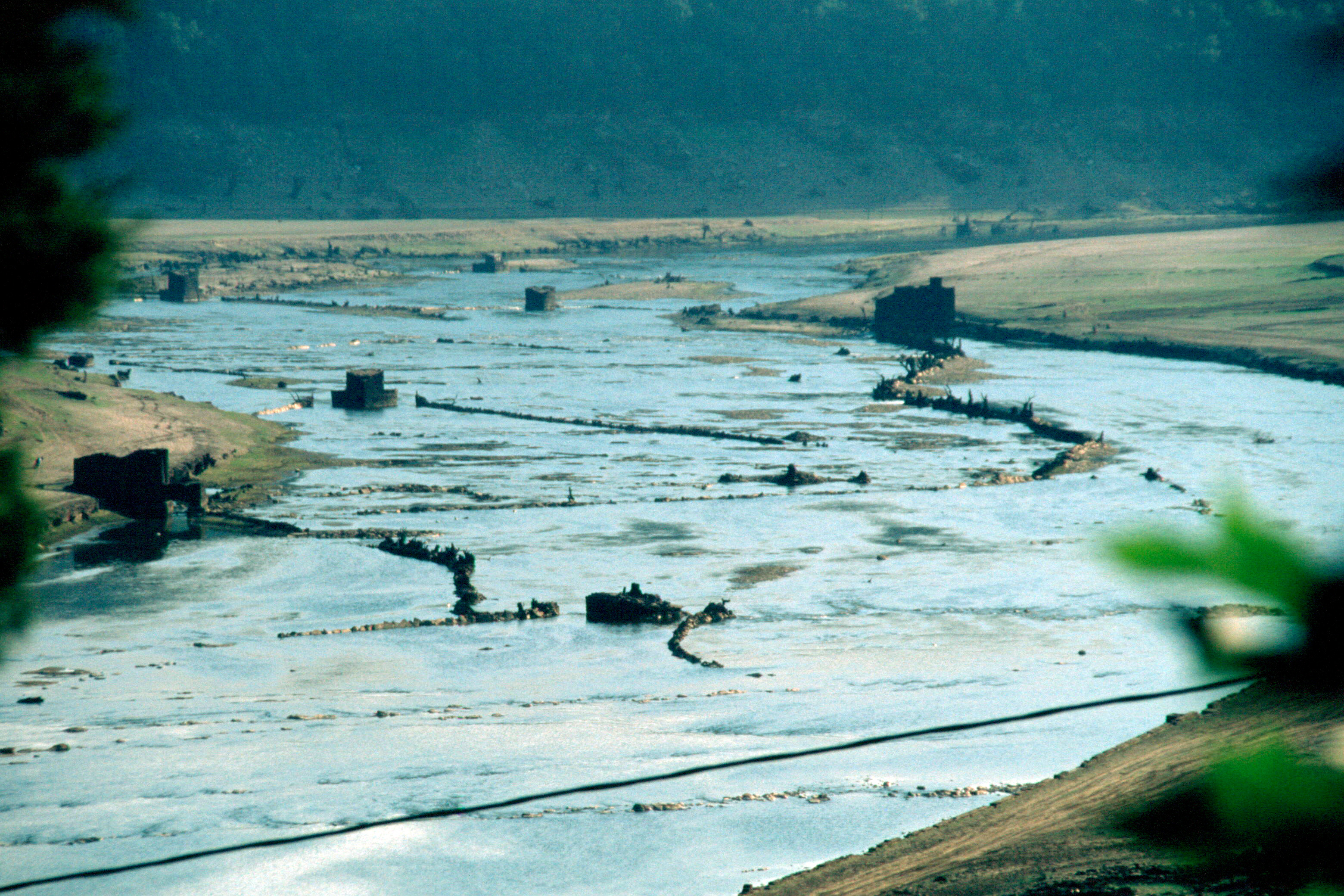
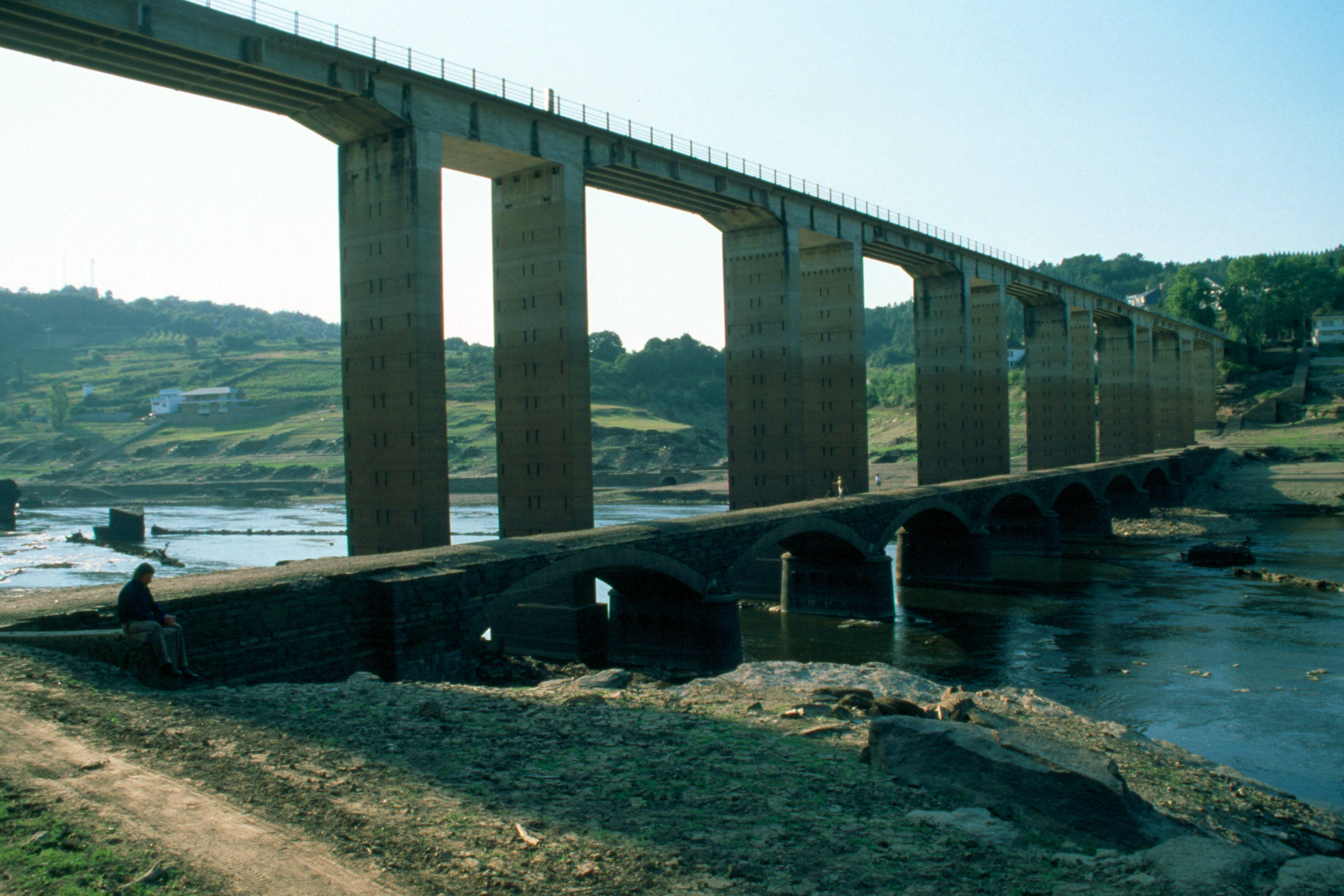
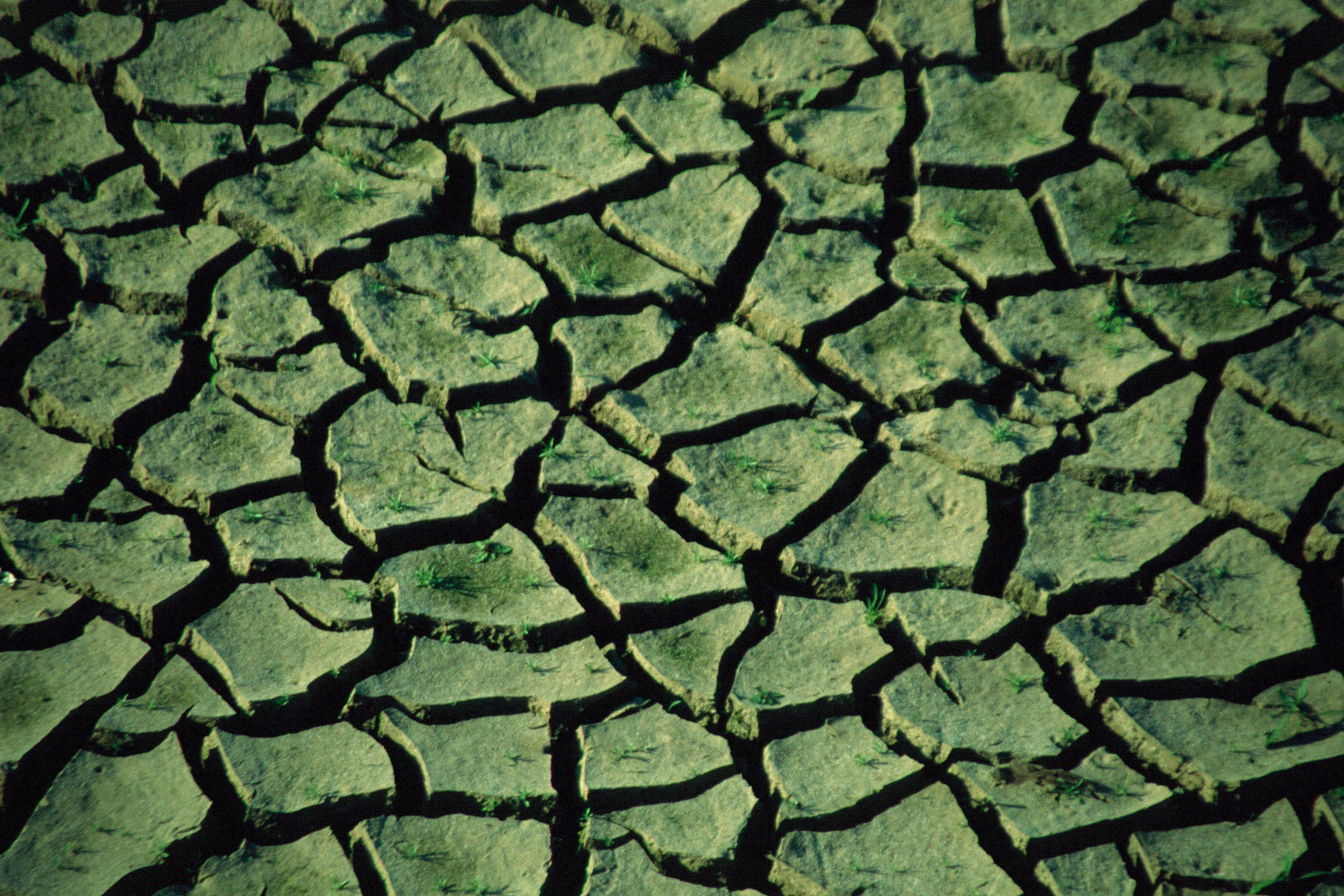